# 자호니

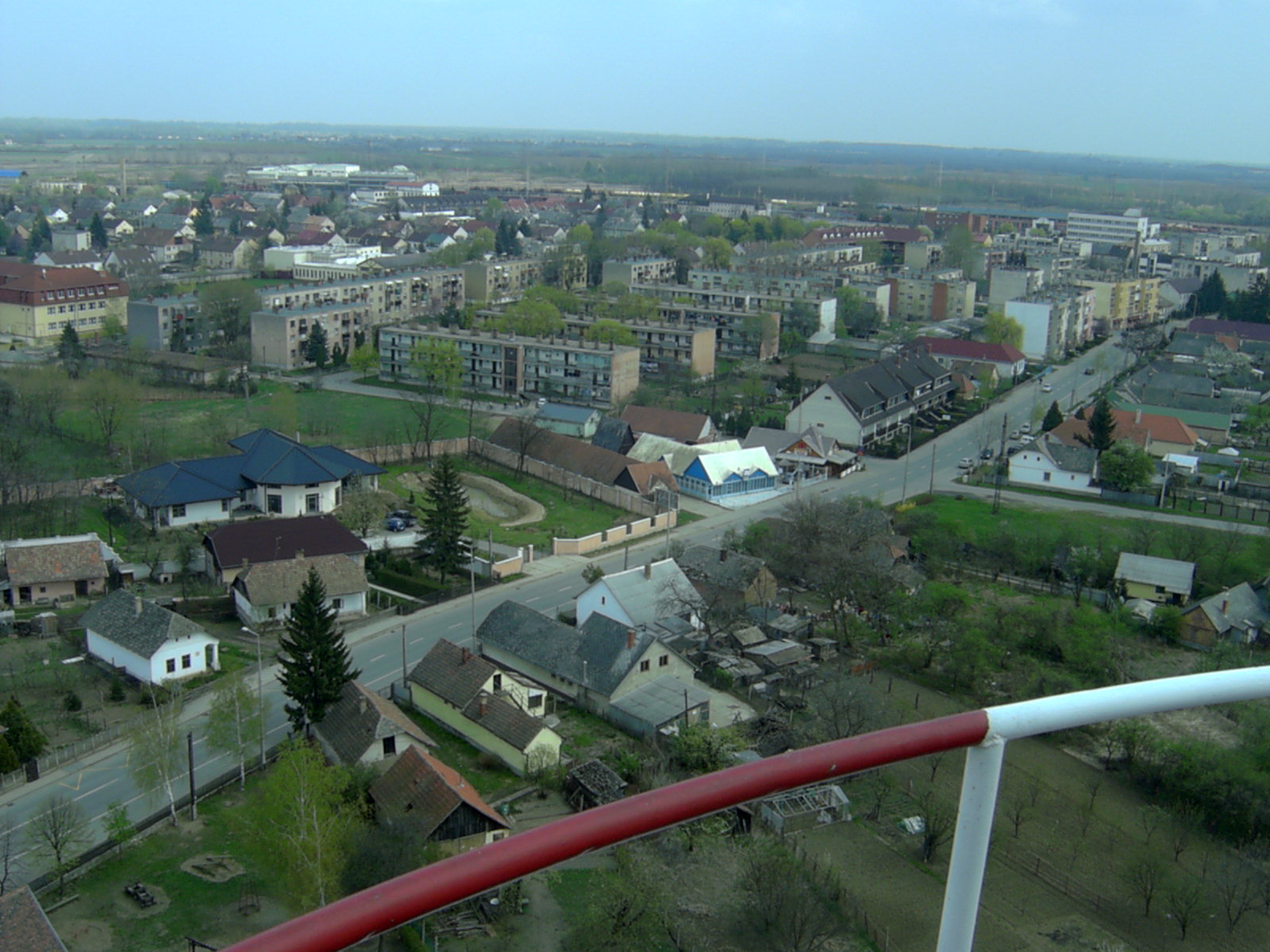
자호니

자호니(헝가리어: Záhony, 우크라이나어: Загонь 자혼[*])는 헝가리 서볼치서트마르베레그 주에 위치한 도시로 면적은 6.87km2, 인구는 4,156명(2015년 기준), 인구 밀도는 600명/km2이다.
티서강 연안, 슬로바키아-우크라이나 국경 인근에 위치하며 우크라이나 국경을 횡단하는 도로, 철도가 설치되어 있다. 인근에는 슬로바키아 치에르나나트티소우, 우크라이나 초프라는 도시가 위치한다.

시 문장